# Cyril Musil
Cyril Musil (* 26. November 1907 in Studnice, Mähren; † 17. April 1977 in Collingwood, Kanada) war ein tschechoslowakischer Skilangläufer, Vizeweltmeister über 4 × 10 km und Widerstandskämpfer gegen Nationalsozialismus und Kommunismus.

## Leben
Der Bauernsohn lief seit seiner Kindheit auf Skiern. Während seiner Militärdienstes in Jihlava wurde er 1928 zu einem Skitraining nach Štrba in der Hohen Tatra delegiert und erreichte nachfolgend bei Skiwettkämpfen in der tschechoslowakischen Armee beste Platzierungen. In den 1930er Jahren folgten nationale und internationale Erfolge. Zu dieser Zeit erbte Musil das väterliche Gut in Studnice. Nach der deutschen Besetzung wurde Musil ab 1941 zum zentralen Anlaufpunkt des nationalen Widerstandes in der Vysočina. Er unterstützte den Aufbau und die Arbeit der in den Saarer Bergen operierenden Widerstandsgruppen R 3, Calcium, Tungsten, Platinum-Pewter und Bauxite. Ende 1944 nahmen die von Italien aus eingeflogenen Widerstandskämpfer Rudolf Pernický und Leopold Musil Kontakt mit Cyril Musil auf und schlossen sich als Unterabteilung R 3-a der Gruppe Calcium an.
Nach dem kommunistischen Putsch von 1948 geriet Musil ins Visier der Státní bezpečnost. Am 8. August 1949 wurde der „Kulak von Studnice“, der sich der Zwangskollektivierung widersetzt hatte, von acht Leuten des Staatssicherheitsdienstes auf seinen Weiden an der Pohledecká skála verhaftet. In einem Schauprozess gegen 25 Personen aus der Gegend von Nové Město na Moravě wurden in Jihlava Haftstrafen von 321 Jahren verhängt. Vorgeworfen wurde ihm u. a. der illegale Waffenbesitz. Musil besaß eine Sammlung von 42 Schusswaffen, die zum Teil aus einer Entwaffnung deutscher Truppen zum Ende des Zweiten Weltkrieges stammte oder er danach von sowjetischen und rumänischen Soldaten aufgekauft hatte. Musil wurde zu 20-jähriger schwerer Haft verurteilt und in das Gefängnis Bory verbracht. Nach einer Erkrankung wurde er nach Ilava verlegt und 1961 im Zuge einer Amnestie freigelassen. Die Verdienste Musils im Kampf gegen die Nationalsozialisten und seine sportlichen Erfolge wurden in der Tschechoslowakei nach 1948 totgeschwiegen.
Zusammen mit seiner Frau Růžena, die 1955 wegen Unterstützung ihres Mannes zunächst zu einer viermonatigen Haftstrafe und danach wegen „Hochverrates“ zu 17 Jahren Gefängnis verurteilt worden war, siedelte Musil in die Bundesrepublik über. In Frankfurt am Main entging er knapp einem Mordanschlag, als ihn ein Agent mit zwei Schüssen aus nächster Nähe verfehlte. Später verfehlte ihn in Nürnberg ein Wurf mit einer vollen Bierflasche. Musil verließ danach aus Sorge um sein Leben die Bundesrepublik und übersiedelte nach Kanada. In Collingwood betrieb er die Pension Cyril Musil Ski Shop and Motel. Am 22. April 1977 wurde Musil tot in seiner Pension aufgefunden.
Im Jahre 2007 wurde Cyril Musil posthum zum Ehrenbürger der Stadt Nové Město na Moravě ernannt.

## Sportliche Erfolge
- sechsfacher tschechoslowakischer und polnischer Landesmeister
- Nordische Skiweltmeisterschaften 1933: 4 × 10 km (mit František Šimůnek, Vladimír Novák und Antonín Bartoň) – Silber
- Olympische Winterspiele 1936: 4 × 10 km (mit Gustav Berauer, Lukáš Mihalák und František Šimůnek) – 5. Platz
- Nordische Skiweltmeisterschaften 1937: 4 × 10 km (mit Gustav Berauer, Rudolf Vrána und František Šimůnek) – 5. Platz